# Sport acquatici

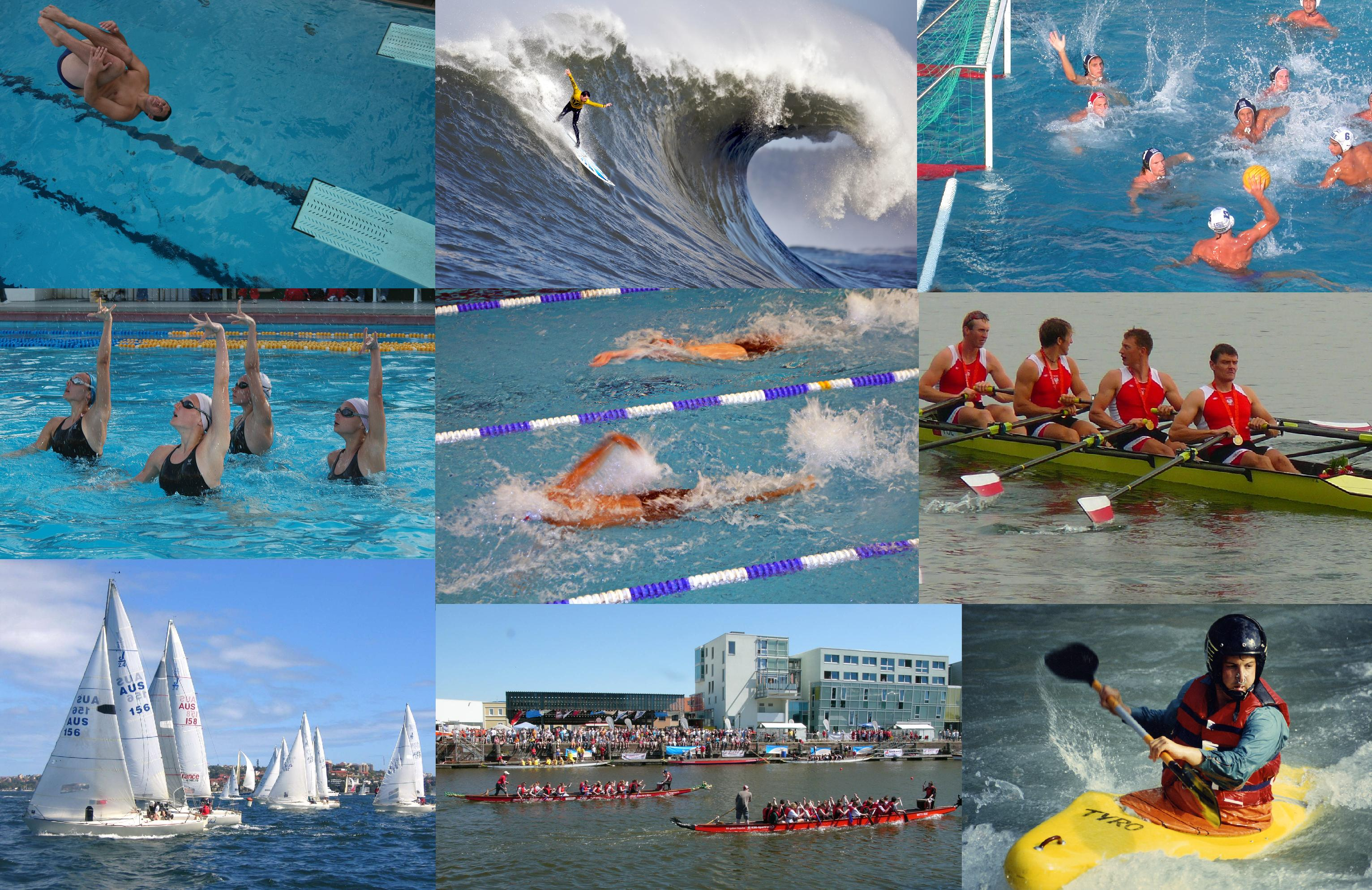
Alcuni sport acquatici

Anche se l'accezione comune del termine solitamente individua quali sport acquatici solo quelli praticati in piscina (nuoto, nuoto di fondo, nuoto artistico, tuffi, tuffi dalle grandi altezze, pallanuoto e masters, cioè quelli governati dalla FINA), vanno a tutti gli effetti considerati tali anche gli sport remieri (canottaggio, canoa/kayak e canoa fluviale, dragonboat, rafting) e quelli nautici, quali la vela o il windsurf.

## Sport
| Sport                    | da piscina | remieri | d'acqua viva | nautici | da regata | subacquei |
| ------------------------ | ---------- | ------- | ------------ | ------- | --------- | --------- |
| Nuoto                    |            |         |              |         |           |           |
| Nuoto di fondo           |            |         |              |         |           |           |
| Nuoto artistico          |            |         |              |         |           |           |
| Nuoto per salvamento     |            |         |              |         |           |           |
| Nuoto pinnato            |            |         |              |         |           |           |
| Pallanuoto               |            |         |              |         |           |           |
| Tuffi                    |            |         |              |         |           |           |
| Canoa/kayak              |            |         |              |         |           |           |
| Canoa discesa            |            |         |              |         |           |           |
| Canoa slalom             |            |         |              |         |           |           |
| Canoa polo               |            |         |              |         |           |           |
| Canottaggio              |            |         |              |         |           |           |
| Canottaggio sedile fisso |            |         |              |         |           |           |
| Dragonboat               |            |         |              |         |           |           |
| Rafting                  |            |         |              |         |           |           |
| Vela                     |            |         |              |         |           |           |
| Kitesurfing              |            |         |              |         |           |           |
| Windsurf                 |            |         |              |         |           |           |
| Surf                     |            |         |              |         |           |           |
| Sci nautico              |            |         |              |         |           |           |
| Wakeboard                |            |         |              |         |           |           |
| Triathlon                |            |         |              |         |           |           |
| Motonautica              |            |         |              |         |           |           |
| Subacquea                |            |         |              |         |           |           |

Altri sport
- Apnea
- Pesca sportiva[2]
- hockey subacqueo
- rugby subacqueo
- Tiro al bersaglio subacqueo
- SUP (stand up paddle)